# Томарес Каллімах
Томарес каллімах (Tomares callimachus) — вид комах з родини Lycaenidae. Один з 8 видів роду; один з двох видів роду у фауні України.

## Морфологічні ознаки
Розмах крил — 21-29 мм. Візерунок крил самця та самиці майже ідентичний, переважно темнокоричнево-бурого кольору; обидві пари крил з широкими червоними плямами; на передніх крилах ці плями значно більш розвинуті і займають практично усю площину крила; на задніх крилах червоні плями менш розвинуті.

## Поширення
Нижнє Поволжя, Кавказ, Закавказзя, Мала, Передня та Середня Азія, Казахстан. 
В Україні поширений у східній частині Гірського та південного берега Криму.

## Особливості біології
Стенобіонтний вид. Дає одну генерацію на рік. Має дві екологічних раси: верхню та нижню. Нижня пристосована до пухнастодубовофісташкових і ялівцевих рідколісь та різних варіантів гірсько-ксерофітних асоціацій, розташованих переважно на південних схилах гір не більш ніж на 300 м н.р.м. Літ метеликів цієї раси триває з кінця березня (іноді — з кінця першої декади березня) до початку травня. Кормові рослини гусені цієї раси — астрагали пухирчастий та зверхуволосистий. Верхня раса мешкає на середньогірських скельних виходах на висотах від 300 до 700 м н. р. м., літ метеликів триває на три тижні пізніше; кормова рослина гусені — солодушка сніжно-біла. Самиці відкладають яйця по одному на нерозвинуті суцвіття. Гусінь молодших віків живуть у квітках і живиться переважно їх генеративною частиною, старших віків — у плодах або серед плодів, живиться насінням. Розвиток гусені триває близько місяця, заляльковування відбувається у верхньому шарі ґрунту, або, імовірно, у мурашниках. Зимують лялечки, деякі неодноразово.

## Загрози та охорона
Причинами зменшення чисельності можуть стати: руйнування місць перебування внаслідок урбанізації, рекреаційного навантаження, застосування пестицидів.
Охороняється у Карадазькому ПЗ. Доцільно створити ентомологічні заказники у місцях мешкання цього виду в південно-східному Криму.